# Рэй, Фэй
Вайна Фэй Рэй (англ. Vina Fay Wray; 15 сентября 1907 — 8 августа 2004) — американская актриса канадского происхождения, известная прежде всего благодаря исполнению роли Энн Дэрроу в фильме «Кинг-Конг» (1933). За годы своей карьеры, охватившей шесть десятилетий, Рэй получила признание как актриса фильмов ужасов, став одной из первых «королев крика».
Всего после нескольких ролей в кино Рэй привлекла внимание прессы, когда была выбрана одной из звезд WAMPAS Baby Stars. Это привело к тому, что молодую актрису наняли в Paramount Pictures. Рэй снялась более чем в дюжине фильмов студии, среди которых был фильм «Свадебный марш» (1928), в котором она исполнила свою первую главную роль. После ухода из Paramount, она подписывала контракты с разными кинокомпаниями, которые поначалу старались сделать ей амплуа актрисы фильмов ужасов; в этот период она появилась в фильмах «Бауэри» (1933) и «Вива, Вилья!» (1934), оба с Уоллесом Бири в главной роли.
В 1933 году для компании RKO Radio Pictures Рэй снялась в своём главном фильме в карьере — «Кинг-Конг». После успеха фильма Рэй снималась в кино и на телевидении в главных ролях до своего окончательного ухода из кинематографа в 1980 году. За всю жизнь Фэй Рэй снялась примерно в ста фильмах, среди которых были как немые, так и звуковые картины.

## Биография

### Детство и юность
Семья Рэй имела мормонские корни и происходила от поселенца Уильяма Пинчона, основателя города Спрингфилд, штат Массачусетс. Фэй родилась 15 сентября 1907 года на ранчо близ Кардстона, Альберта, Канада, четвёртой из шести детей Джозефа Гебера Рэя (19 декабря 1861 — 5 мая 1930) из Кингстон-апон-Халла, Йоркшир, и Эльвины Маргериты Джонс (24 января 1870 — 28 апреля 1938), уроженки Солт-Лейк-Сити, штат Юта. Приходилась внучкой мормонскому пионеру Дэниелу Вебстеру Джонсу. Семья Фэй вернулась в Соединённые штаты когда ей было три года, затем переехала в Солт-Лейк-Сити в 1912 году и позже в Ларк, штат Юта, в 1914 году. В 1919 году, когда родители разошлись, Фэй и её братья и сёстры вернулись с матерью в Солт-Лейк-Сити из-за широко распространённой эпидемии гриппа после Первой мировой войны, от которой в 1918 году умерла одна из сестёр Фэй. Впоследствии они переехали в Калифорнию, где Фэй училась в Голливудской средней школе.

### Начало карьеры
В 1923 году, в возрасте 16 лет состоялся дебют Рэй в кино, это была историческая короткометражка, спонсируемая местной газетой. В 1925 году она получила роль в немом фильме «Береговой патруль». В начале 1920-х Рэй снималась в короткометражках студии Century Studios, а также у неё был контракт на шесть месяцев со студией Хэла Роуча.
В 1926 году американские кинорекламодатели из ассоциации Western Association of Motion Picture Advertisers выбрали Рэй в качестве одной из тринадцати самых многообещающих молодых актрис, в рамках рекламной кампании WAMPAS Baby Stars.
После ухода из «Paramount Pictures» актриса сотрудничала с разными киностудиями, но наиболее плодотворной стала её работа с «RKO Pictures», где она прославилась появлениями в фильмах ужасов — «Самая опасная игра» (1932), «Вампир-летучая мышь» (1933) и «Тайна музея восковых фигур» (1933). Пик её карьеры ознаменовался исполнением роли Энн Дэрроу (которую она едва не «проиграла» другой известной актрисе Джин Харлоу) в фильме «Кинг-Конг» в 1933 году, которая сделала её одним из культовых персонажей в истории массового кино, «девушкой Конга».
Впоследствии Фэй Рэй получала роли в основном в малобюджетных постановках. В 1942 году она перестала сниматься, выйдя замуж за сценариста Роберта Рискина. После смерти Рискина в 1955 году она на некоторое время вернулась в кино, но окончательно рассталась с кинокарьерой в 1958 году. Актриса написала несколько пьес, которые успеха не имели, а также автобиографию «С другой стороны» (1989).
В 1996 году Джеймс Кэмерон рассматривал актрису на роль состарившейся Розы в свой фильм-катастрофу «Титаник», но она отклонила это предложение. В 2004 году режиссёр Питер Джексон предложил Фэй Рэй маленькую роль в новом «Кинг-Конге» — она должна была произнести финальную реплику. Поначалу она отказалась. Несмотря на это Джексон рассчитывал добиться её согласия, однако 8 августа того же года Фэй Рэй скончалась во сне в возрасте 96 лет в своих апартаментах на Манхэттене. Тем не менее, она все же упомянута в фильме — Карл Дэнхем в разговоре с Престоном завершает её именем список актрис, которых хотел бы пригласить для съёмок, — и фильм заканчивается посвящением ей.
Спустя два дня после её смерти в память об актрисе всё освещение на Эмпайр-стейт-билдинг было погашено на 15 минут. Актриса похоронена в Голливуде на кладбище «Hollywood Forever». За свой вклад в американскую киноиндустрию Фэй Рэй удостоена звезды на Голливудской аллее славы.

## Избранная фильмография
- 1925 — Бен-Гур: история Христа (фильм) / Ben-Hur — рабыня
- 1926 — Человек в седле / The Man in the Saddle — Полин Стюарт
- 1928 — Свадебный марш / The Wedding March — Митзерл Шраммель
- 1928 — Улица греха / Street of Sin — Элизабет
- 1928 — Первый поцелуй / The First Kiss — Анна Ли
- 1929 — Четыре пера / The Four Feathers — Этна Юстас
- 1931 — Украденные драгоценности / The Stolen Jools — в роли самой себя
- 1932 — Самая опасная игра / The Most Dangerous Game — Ив
- 1932 — Доктор Икс / Doctor X — Джоанн Ксавьер
- 1933 — Кинг-Конг / King Kong — Энн Дэрроу
- 1933 — Вампир-летучая мышь / The Vampire Bat — Рут Бертин
- 1933 — Тайна музея восковых фигур / The Mystery of the Wax Museum — Шарлотт Дункан
- 1934 — Да здравствует Вилья! / Viva Villa! — Тереза
- 1934 — Романы Челлини / The Affairs of Cellini — Анджела
- 1955 — Паутина / The Cobweb — Эдна Девенал
- 1955 — Королева пчёл / Queen Bee — Сью Маккинон
- 1956 — Ад в заливе Фриско / Hell on Frisco Bay — Кей Стэнли
- 1957 — Преступление страсти / Crime of Passion — Элис Поуп
- 1957 — Тэмми и холостяк / Tammy and the Bachelor — миссис Брент